# Mira Monte
Mira Monte – jednostka osadnicza w Stanach Zjednoczonych, w stanie Kalifornia, w hrabstwie Ventura.